# Cardillac (Film)
Cardillac ist ein Spielfilm des deutschen Regisseurs Edgar Reitz aus dem Jahr 1969 mit Hans-Christian Blech und Catana Cayetano in den Hauptrollen. Es erzählt die Geschichte eines Goldschmieds, der so besessen von seinem eigenen Handwerk ist, dass er seine Kunden ermordet, um den Schmuck wieder zurückzubekommen. Der Film ist eine moderne Adaption von ETA Hoffmanns Novelle Das Fräulein von Scuderi.

## Handlung
Der international ausgezeichnete Goldschmied René Cardillac lebt gemeinsam mit seiner Tochter Madelon in völliger Abgeschiedenheit. Von seinen kostbaren Schmuckstücken kann er sich nicht trennen, und falls er eines verkaufen muss, überfällt und ermordet er kurz darauf den Käufer, um sich so den Schmuck wieder zurückzuholen. So lebt Cardillac als hochangesehener Bürger. Aber schließlich hat er sich derart in eine Welt von Träumen und Illusionen eingesponnen, dass er am Ende eine Lösung nur noch in einem bizarren Selbstmord sieht mit einem selbst konstruierten elektrischen Stuhl inmitten der Sammlung seines Lebenswerkes.
Die Handlung spielt im West-Berlin des Jahres 1969. Reitz adaptiert darin E. T. A. Hoffmanns Novelle und reflektiert darin romantische Künstlermythen und die zeitgenössische Situation von Filmemachern. 

## Besonderheiten
Bilder des Films in großen Teilen schwarz-weiß, zudem in Sepia-Manier alter Fotoalben und Farbe.